# Dolores
Dolores je žensko osebno ime.

## Izvor imena
Ime Dolores je izvorno špansko ime, ki je nastalo po Marijinem prazniku Žalostna Mati Božja (15. september), špansko Nuestra Señora de los Dolores, in sicer prek imena Maria de los Dolores. Tako, to je z izpustom imena Maria, so nastala še nekatera druga španska imena, npr. Carmen iz Nariadel Carmen.

## Različice imena
Dolora, Doloris, Dolorosa, Lola, Lolica, Lolita, Lota

## Pogostost imena
Po podatkih Statističnega urada Republike Slovenije je bilo na dan 31. decembra 2007 v Sloveniji število ženskih oseb z imenom Dolores: 505.

## Osebni praznik
Osebe z imenom Dolores godujejo 15. septembra.

## Zanimivost
Znana literarna Dolores je Lolita, naslovna junakinja romana, ki ga je napisal rusko-ameriški pisatelj Vladimir Nabokov.